# François-Louis Magallon

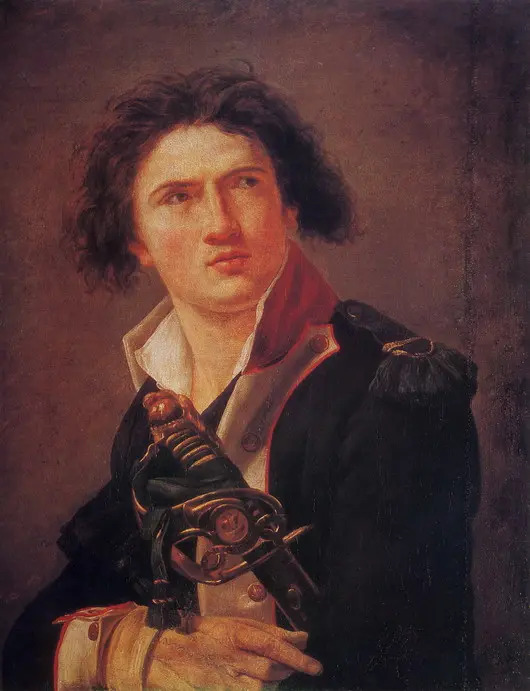
Dankzij Hoche (portret) overleefde de aristocraat Magallon de Franse Revolutie.

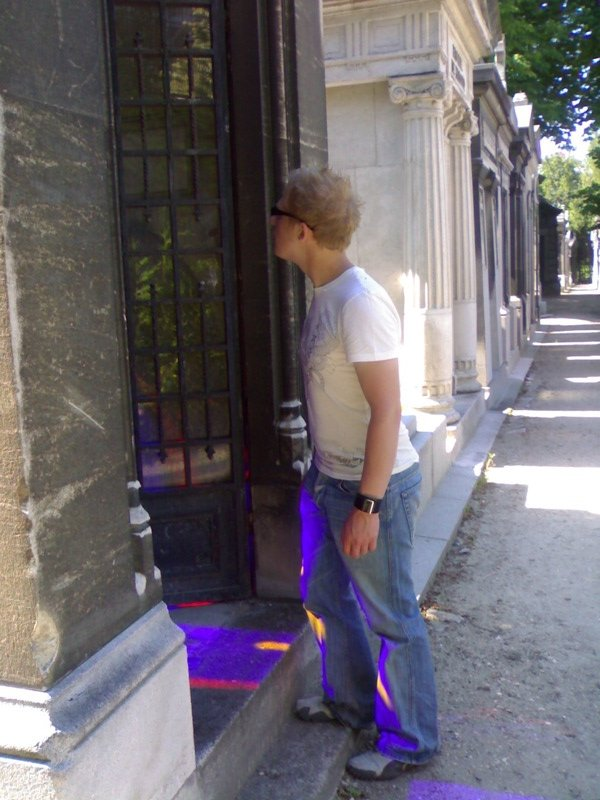
Kerkhof van Passy

François-Louis Magallon (L’Isle-Adam, 28 oktober 1754 – Passy, 31 december 1825), graaf van la Morlière, was een Frans generaal voor en na de Franse Revolutie. Zijn militair commando op de Mascarenen combineerde hij met een koloniaal bestuursambt: gouverneur van Île de France of Frans Mauritius (1800-1803) en waarnemend gouverneur van Ile Bourbon (1803-1806).

## Levensloop
Magallon was het derde kind van Alexis Magallon, graaf van la Morlière en generaal van het leger van de koning van Frankrijk, en van Henriette Louise Catherine de Ségent. Hij werd geboren in de oude wijk Nogent in L'Isle-Adam, nabij Pontoise in het koninkrijk Frankrijk. Samen met de andere kinderen volgde hij school bij de paters Jozefieten in L’Isle-Adam. In 1769 – Magallon was 15 jaar – stuurde zijn vader hem naar het leger. Magallon diende jaren lang (1769-1791) koning Lodewijk XVI van Frankrijk. Magallon vocht zo op Corsica, als infanterist in het regiment van Bourgondië. Hij werd bevorderd tot luitenant in 1776 en in 1786 tot commandant van het regiment van Deux-Ponts. Drie jaar later brak de Franse Revolutie uit (1789).
In 1791 werd hij bevorderd tot luitenant-generaal dankzij de steun die hij genoot van de invloedrijke generaal en revolutionair Lazare Hoche. Omdat het Terreurregime in Frankrijk aristocraten executeerde, herschreef Magallon zijn naam als Lamorlière, zonder ‘graaf’ en zonder het losse woord ‘de’. Generaal Hoche liet hem inspectieopdrachten uitvoeren in Cherbourg en Brest. In 1793 vertrouwde het revolutionair regime in Parijs hem een andere opdracht toe. Generaal Magallon moest een expeditieleger leiden in de Mascarenen. Deze Franse kolonie werd bedreigd door een Brits invasieleger. Magallon kreeg twee commissarissen van de regering mee: dezen moesten toezien op de afschaffing van de slavernij. In 1794 kwam de vloot toe in de Mascarenen in de Indische Oceaan; onderweg hadden ze enkele Britse vrachtschepen geënterd. In de kolonie was de ontvangst slecht. De kolonisten moesten niets weten van de afschaffing van de slavernij. Met ijzeren hand drukte Magallon de afschaffing van de slavernij door; ondanks de moeilijke situatie kon hij de orde handhaven. Van 1800 tot 1803 nam generaal Magallon ook een bestuursambt op. Hij was gouverneur van een van de Mascarenen, namelijk van Ile de France, ook bekend als Frans Mauritius. In deze periode huwde hij met de 16 jaar jonge koloniste Louise Morven. Hij stimuleerde de landbouwactiviteiten op het eiland. Tevens maakte hij er het overlijden mee van de ontdekkingsreiziger Nicolas Baudin (1803). Van 1803 tot 1806 was hij waarnemend gouverneur van het nabije Ile Bourbon, toen hernoemd tot Ile Bonaparte. Napoleon. In deze periode stierf zijn echtgenote en Magallon bleef met drie zeer jonge kinderen achter. Napoleon Bonaparte herstelde de slavernij, een beslissing die Magallon uitvoerde in zijn kolonie. Magallon richtte rechtbanken op die de ‘misdaden’ van de vrijgekomen slaven bestraften.
In 1806 riep Napoleon Bonaparte generaal Magallon terug naar Frankrijk. Hij vocht voor Napoleon in de havens van Le Havre en Rouen, waarbij hij nooit de zorg vergat voor zijn jonge kinderen. Na de val van Napoleon in Waterloo (1815) ging generaal Magallon op rust. Hij was in zijn carrière vereerd met eretekens van het koninkrijk Frankrijk zoals ridder in de Orde van de Heilige Lodewijk, alsook van nadien, het Legioen van Eer.
Hij betrok een villa in Passy, wat heden het 16e arrondissement van Parijs is. Hij stierf er en werd begraven op het kerkhof van Passy (1825).